# كسوف الشمس 21 يونيو 2039
سيحدث كسوف حلقي للشمس في 21 يونيو 2039. يحدث كسوف الشمس عندما يمر القمر بين الأرض والشمس ، وبالتالي يحجب صورة الشمس كليًا أو جزئيًا عن مشاهد على الأرض. يحدث الكسوف الحلقي للشمس عندما يكون القطر الظاهري للقمر أصغر من قطر الشمس ، مما يحجب معظم ضوء الشمس ويتسبب في أن تبدو الشمس وكأنها حلقة . يظهر الخسوف الحلقي على شكل كسوف جزئي فوق منطقة من الأرض يبلغ عرضها آلاف الكيلومترات. سيبدأ هذا الكسوف بعد ساعات قليلة فقط من الانقلاب الشمسي الشمالي وسيمر معظم المسار عبر البحر مع شمس منتصف الليل . بالنسبة للبر سيكون مرئيا في النرويج والسويد وبيلاروسيا ، سيكون هذا أول كسوف مركزي للشمس منذ يونيو 1954 .

## الصور
مسار متحرك

## الخسوفات ذات الصلة

### كسوف الشمس 2036-2039
هذا الكسوف هو جزء من سلسلة كسوف الشمس 2036-2039. يتكرر الكسوف في كل 177 يومًا تقريبًا و 4 ساعات  في العقد المتناوبة من مدار القمر.
ملحوظة: الكسوف الجزئي للشمس في 27 فبراير 2036 و 21 أغسطس 2036 يحدث في مجموعة خسوف السنة القمرية السابقة.
| مجموعات سلسلة كسوف الشمس من 2036 إلى 2039 | مجموعات سلسلة كسوف الشمس من 2036 إلى 2039 | مجموعات سلسلة كسوف الشمس من 2036 إلى 2039 | مجموعات سلسلة كسوف الشمس من 2036 إلى 2039 | مجموعات سلسلة كسوف الشمس من 2036 إلى 2039 |
| ----------------------------------------- | ----------------------------------------- | ----------------------------------------- | ----------------------------------------- | ----------------------------------------- |
| عقدة تصاعدية                              | عقدة تصاعدية                              |                                           | عقدة تنازلية                              | عقدة تنازلية                              |
| 117                                       | يوليو23, 2036 جزئي                        | 122                                       | يناير16, 2037 جزئي                        |                                           |
| 127                                       | يوليو13, 2037 كلي                         | 132                                       | يناير5, 2038 حلقي                         |                                           |
| 137                                       | يوليو2, 2038 حلقي                         | 142                                       | ديسمبر26, 2038 كلي                        |                                           |
| 147                                       | يونيو21, 2039 حلقي                        | 152                                       | ديسمبر15, 2039 كلي                        |                                           |

### ساروس 147
ساروس 147 ، يتكرر كل حوالي 18 سنة و 11 يومًا ، يحتوي على 80 حدثًا.
- بدأت السلسلة بكسوف جزئي للشمس في 12 أكتوبر 1624.
- وله كسوف حلقي من 31 مايو 2003 إلى 31 يوليو 2706.
- لا توجد كسوفات كاملة في هذه السلسلة.
- تنتهي السلسلة عند الحدث 80 ككسوف جزئي في 24 فبراير 3049.

سيكون أطول كسوف حلقي في 21 نوفمبر 2291 ، في 9 دقائق و 41 ثانية.
| تحدث أعضاء السلسلة 17-27 بين عامي 1901 و 2100: | تحدث أعضاء السلسلة 17-27 بين عامي 1901 و 2100: | تحدث أعضاء السلسلة 17-27 بين عامي 1901 و 2100: |
| 17                                             | 18                                             | 19                                             |
| ---------------------------------------------- | ---------------------------------------------- | ---------------------------------------------- |
| أبريل6, 1913 [الإنجليزية]                      | أبريل18, 1931 [الإنجليزية]                     | أبريل28, 1949 [الإنجليزية]                     |
| 20                                             | 21                                             | 22                                             |
| مايو9, 1967 [الإنجليزية]                       | مايو19, 1985 [الإنجليزية]                      | مايو31, 2003                                   |
| 23                                             | 24                                             | 25                                             |
| يونيو10, 2021                                  | يونيو21, 2039                                  | يوليو1, 2057 [الإنجليزية]                      |
| 26                                             | 27                                             |                                                |
| يوليو13, 2075 [الإنجليزية]                     | يوليو23, 2093 [الإنجليزية]                     |                                                |

### سلسلة ميتونيك
تتكرر السلسلة ميتونيك كل 19 عامًا (6939.69 يومًا) ، وتستمر حوالي 5 دورات. يحدث الكسوف في نفس تاريخ التقويم تقريبًا. بالإضافة إلى ذلك ، تتكرر سلسلة أكتون الفرعية 1/5 من ذلك أو كل 3.8 سنوات (1387.94 يومًا). تحدث جميع الكسوفات في هذا الجدول عند العقدة الصاعدة للقمر.
| 21 أحداث الكسوف بين 21 يونيو 1982 و 21 يونيو 2058 | 21 أحداث الكسوف بين 21 يونيو 1982 و 21 يونيو 2058 | 21 أحداث الكسوف بين 21 يونيو 1982 و 21 يونيو 2058 | 21 أحداث الكسوف بين 21 يونيو 1982 و 21 يونيو 2058 | 21 أحداث الكسوف بين 21 يونيو 1982 و 21 يونيو 2058 |
| يونيو21                                           | أبريل8–9                                          | يناير26                                           | نوفمبر13–14                                       | سبتمبر 1–2                                        |
| 107                                               | 109                                               | 111                                               | 113                                               | 115                                               |
| ------------------------------------------------- | ------------------------------------------------- | ------------------------------------------------- | ------------------------------------------------- | ------------------------------------------------- |
| يونيو21, 1963                                     | أبريل9, 1967                                      | يناير26, 1971                                     | نوفمبر14, 1974                                    | سبتمبر 2, 1978                                    |
| 117                                               | 119                                               | 121                                               | 123                                               | 125                                               |
| يونيو21, 1982 [الإنجليزية]                        | أبريل9, 1986 [الإنجليزية]                         | يناير26, 1990 [الإنجليزية]                        | نوفمبر13, 1993 [الإنجليزية]                       | سبتمبر 2, 1997 [الإنجليزية]                       |
| 127                                               | 129                                               | 131                                               | 133                                               | 135                                               |
| يونيو21, 2001                                     | أبريل8, 2005                                      | يناير26, 2009                                     | نوفمبر13, 2012                                    | سبتمبر 1, 2016                                    |
| 137                                               | 139                                               | 141                                               | 143                                               | 145                                               |
| يونيو21, 2020                                     | أبريل8, 2024                                      | يناير26, 2028                                     | نوفمبر14, 2031                                    | سبتمبر 2, 2035                                    |
| 147                                               | 149                                               | 151                                               | 153                                               | 155                                               |
| يونيو21, 2039                                     | أبريل9, 2043 [الإنجليزية]                         | يناير26, 2047 [الإنجليزية]                        | نوفمبر14, 2050 [الإنجليزية]                       | سبتمبر 2, 2054 [الإنجليزية]                       |
| 157                                               |                                                   |                                                   |                                                   |                                                   |
| يونيو21, 2058 [الإنجليزية]                        |                                                   |                                                   |                                                   |                                                   |

## روابط خارجية
- www.solar-eclipse.de - متوسط التغطية السحابية والمدن على طول مسار الكسوف
- http://eclipse.gsfc.nasa.gov/SEplot/SEplot2001/SE2038Jan05A. GIF
- http://eclipse.gsfc.nasa.gov/SEplot/SEplot2001/SE2038Jul02A. GIF